# Azotobacteraceae
A família das bactérias azotobacteráceas (Azotobacteraceae) compreende dois géneros de bactérias aerobióticas diazotroficas designadas Azomonas e Azotobacter, que se caracterizam pela sua capacidade de formar quistos. A família também é caracterizada pela sua forma variável; a forma comum é ovóide, mas muitas são pleomórficas. Com um suplemento adequado de molibdeno (Mo), as Azotobacteraceae são capazes de fixar pelo menos 10 mg de nitrogénio molecular por grama de carboidrato consumido sob condições aeróbicas. Tal como na maioria das Pseudomonadaceae, as Azotobacteraceae podem utilizar uma ampla variedade de fontes de carbono, incluindo sacarose.
Análises recentes do genoma não anotado de Azotobacter vinelandii indicam ser mais apropriado agrupar esta bactéria na família das Pseudomonadaceae. A distinção original entre as duas famílias, Pseudomonadaceae e Azotobacteraceae, baseava-se na capacidade de fixar o nitrogénio típica das Azotobacteraceae, mas atualmente sabe-se que algumas Pseudomonadaceae também podem fixar o nitrggénio. A relação entre estas famílias não é surpreendente, dada a capacidade de muitas Azotobacteraceae fluorescerem devido à produção de pioverdina, um péptido não ribossómico sideróforo típico de muitas Pseudomonadaceae. Con estes descubrimentos a posición das Azotobacteraceae en taxonomía é controvertida.
Em 2004, um estudo filogenético indicou que Azotobacter vinelandii pertencia ao mesmo clado que a bactéria Pseudomonas aeruginosa, e pouco tempo depois sugeriu-se que os géneros Azotobacter, Azomonas e Pseudomonas estão relacionados e podem ser sinónimos.